# ジロ・デ・イタリア2018
ジロ・デ・イタリア2018(伊:Giro d'Italia 2018)は、ジロ・デ・イタリアの第101回目の大会。2018年5月4日から5月27日まで行われた。

## 参加チーム

### UCIプロコンチネンタルチーム
- アンドローニ・ジョカットーリ
- バルディアーニ＝CFS（英語版）
- イスラエル・サイクリング・アカデミー
- ウィリエール・トリエスティーナ＝セッレ・イタリア

## 日程
| ステージ | 開催日   | コース                                                  | type                         | 距離 (km) | ステージ勝者                 | 全体リーダー       |
| -------- | -------- | ------------------------------------------------------- | ---------------------------- | --------- | ---------------------------- | ------------------ |
| 1        | 05月04日 | エルサレム – エルサレム                                 | 個人タイムトライアルステージ | 9.7       | トム・デュムラン             | トム・デュムラン   |
| 2        | 05月05日 | ハイファ – テルアビブ                                   | 平坦ステージ                 | 167       | エリア・ヴィヴィアーニ       | ローハン・デニス   |
| 3        | 05月06日 | ベエルシェバ – エイラート                               | 丘陵ステージ                 | 229       | エリア・ヴィヴィアーニ       | ローハン・デニス   |
| 4        | 05月08日 | カターニア – カルタジローネ                             | 丘陵ステージ                 | 202       | ティム・ウェレンス           | ローハン・デニス   |
| 5        | 05月09日 | アグリジェント – サンタ・ニンファ                       | 丘陵ステージ                 | 153       | エンリーコ・バッタリン       | ローハン・デニス   |
| 6        | 05月10日 | カルタニッセッタ – エトナ火山                           | 山岳ステージ                 | 164       | エステバン・チャベス         | サイモン・イェーツ |
| 7        | 05月11日 | ピッツォ – プラーイア・ア・マーレ                       | 平坦ステージ                 | 159       | サム・ベネット               | サイモン・イェーツ |
| 8        | 05月12日 | プラーイア・ア・マーレ – Montevergine                   | 中間ステージ                 | 209       | リチャル・カラパス           | サイモン・イェーツ |
| 9        | 05月13日 | ペスコ・サンニータ – カンポ・インペラトーレ             | 山岳ステージ                 | 225       | サイモン・イェーツ           | サイモン・イェーツ |
| 10       | 05月15日 | ペンネ – グアルド・タディーノ                           | 丘陵ステージ                 | 244       | マテイ・モホリッチ           | サイモン・イェーツ |
| 11       | 05月16日 | アッシジ – オージモ                                     | 丘陵ステージ                 | 156       | サイモン・イェーツ           | サイモン・イェーツ |
| 12       | 05月17日 | オージモ – イーモラ                                     | 平坦ステージ                 | 214       | サム・ベネット               | サイモン・イェーツ |
| 13       | 05月18日 | フェラーラ – ネルヴェーザ・デッラ・バッターリア         | 平坦ステージ                 | 180       | エリア・ヴィヴィアーニ       | サイモン・イェーツ |
| 14       | 05月19日 | サン・ヴィート・アル・タリアメント – モンテ・ゾンコラン | 山岳ステージ                 | 186       | クリス・フルーム             | サイモン・イェーツ |
| 15       | 05月20日 | トルメッツォ – サッパーダ                               | 中間ステージ                 | 176       | サイモン・イェーツ           | サイモン・イェーツ |
| 16       | 05月22日 | トレント – ロヴェレート                                 | 個人タイムトライアルステージ | 34.2      | ローハン・デニス             | サイモン・イェーツ |
| 17       | 05月23日 | リーヴァ・デル・ガルダ – イゼーオ                       | 丘陵ステージ                 | 155       | エリア・ヴィヴィアーニ       | サイモン・イェーツ |
| 18       | 05月24日 | アッビアテグラッソ – Prato Nevoso                       | 中間ステージ                 | 196       | マクシミリアン・シャッハマン | サイモン・イェーツ |
| 19       | 05月25日 | ヴェナリーア・レアーレ – バルドネッキア                 | 山岳ステージ                 | 184       | クリス・フルーム             | クリス・フルーム   |
| 20       | 05月26日 | スーザ – ブレイユ＝チェルヴィニア                       | 山岳ステージ                 | 214       | ミケル・ニエベ               | クリス・フルーム   |
| 21       | 05月27日 | ローマ – ローマ                                         | 平坦ステージ                 | 115       | サム・ベネット               | クリス・フルーム   |

## 各賞の変遷
| 区間     | 区間優勝者                   | 総合首位           | ポイント賞             | 山岳賞               | 新人賞                       | チーム総合首位           |
| -------- | ---------------------------- | ------------------ | ---------------------- | -------------------- | ---------------------------- | ------------------------ |
| 1        | トム・デュムラン             | トム・デュムラン   | トム・デュムラン       | なし                 | マクシミリアン・シャッハマン | カチューシャ・アルペシン |
| 2        | エリア・ヴィヴィアーニ       | ロハン・デニス     | エリア・ヴィヴィアーニ | エンリコ・バルビン   | マクシミリアン・シャッハマン | カチューシャ・アルペシン |
| 3        | エリア・ヴィヴィアーニ       | ロハン・デニス     | エリア・ヴィヴィアーニ | エンリコ・バルビン   | マクシミリアン・シャッハマン | カチューシャ・アルペシン |
| 4        | ティム・ウェレンス           | ロハン・デニス     | エリア・ヴィヴィアーニ | エンリコ・バルビン   | マクシミリアン・シャッハマン | ミッチェルトン・スコット |
| 5        | エンリーコ・バッタリン       | ロハン・デニス     | エリア・ヴィヴィアーニ | エンリコ・バルビン   | マクシミリアン・シャッハマン | ミッチェルトン・スコット |
| 6        | エステバン・チャベス         | サイモン・イェーツ | エリア・ヴィヴィアーニ | エステバン・チャベス | リチャルド・カラパス         | ミッチェルトン・スコット |
| 7        | サム・ベネット               | サイモン・イェーツ | エリア・ヴィヴィアーニ | エステバン・チャベス | リチャルド・カラパス         | ミッチェルトン・スコット |
| 8        | リカルド・カラパス           | サイモン・イェーツ | エリア・ヴィヴィアーニ | エステバン・チャベス | リチャルド・カラパス         | ミッチェルトン・スコット |
| 9        | サイモン・イェーツ           | サイモン・イェーツ | エリア・ヴィヴィアーニ | サイモン・イェーツ   | リチャルド・カラパス         | ミッチェルトン・スコット |
| 10       | マテイ・モホリッチ           | サイモン・イェーツ | エリア・ヴィヴィアーニ | サイモン・イェーツ   | リチャルド・カラパス         | ミッチェルトン・スコット |
| 11       | サイモン・イェーツ           | サイモン・イェーツ | エリア・ヴィヴィアーニ | サイモン・イェーツ   | リチャルド・カラパス         | ミッチェルトン・スコット |
| 12       | サム・ベネット               | サイモン・イェーツ | エリア・ヴィヴィアーニ | サイモン・イェーツ   | リチャルド・カラパス         | ミッチェルトン・スコット |
| 13       | エリア・ヴィヴィアーニ       | サイモン・イェーツ | エリア・ヴィヴィアーニ | サイモン・イェーツ   | リチャルド・カラパス         | ミッチェルトン・スコット |
| 14       | クリス・フルーム             | サイモン・イェーツ | エリア・ヴィヴィアーニ | サイモン・イェーツ   | ミゲル・アンヘル・ロペス     | チーム・スカイ           |
| 15       | サイモン・イェーツ           | サイモン・イェーツ | エリア・ヴィヴィアーニ | サイモン・イェーツ   | ミゲル・アンヘル・ロペス     | チーム・スカイ           |
| 16       | ローハン・デニス             | サイモン・イェーツ | エリア・ヴィヴィアーニ | サイモン・イェーツ   | ミゲル・アンヘル・ロペス     | チーム・スカイ           |
| 17       | エリア・ヴィヴィアーニ       | サイモン・イェーツ | エリア・ヴィヴィアーニ | サイモン・イェーツ   | ミゲル・アンヘル・ロペス     | チーム・スカイ           |
| 18       | マクシミリアン・シャッハマン | サイモン・イェーツ | エリア・ヴィヴィアーニ | サイモン・イェーツ   | ミゲル・アンヘル・ロペス     | チーム・スカイ           |
| 19       | クリス・フルーム             | クリス・フルーム   | エリア・ヴィヴィアーニ | クリス・フルーム     | ミゲル・アンヘル・ロペス     | チーム・スカイ           |
| 20       | ミケル・ニエベ               | クリス・フルーム   | エリア・ヴィヴィアーニ | クリス・フルーム     | ミゲル・アンヘル・ロペス     | チーム・スカイ           |
| 21       | サム・ベネット               | クリス・フルーム   | エリア・ヴィヴィアーニ | クリス・フルーム     | ミゲル・アンヘル・ロペス     | チーム・スカイ           |
| 最終成績 | 最終成績                     | クリス・フルーム   | エリア・ヴィヴィアーニ | クリス・フルーム     | ミゲル・アンヘル・ロペス     | チーム・スカイ           |

## 最終成績

### 個人総合成績
| 順位 | 選手名                             | チーム                   | タイム         |
| ---- | ---------------------------------- | ------------------------ | -------------- |
| 1    | クリス・フルーム (GBR)             | チーム・スカイ           | 89時間02分39秒 |
| 2    | トム・デュムラン (NED)             | チーム・サンウェブ       | +46秒          |
| 3    | ミゲル・アンヘル・ロペス (COL)     | アスタナ・プロチーム     | +4分57秒       |
| 4    | リカルド・カラパス (ECU)           | モビスター・チーム       | +5分44秒       |
| 5    | ドメニコ・ポッツォヴィーヴォ (ITA) | バーレーン・メリダ       | +8分03秒       |
| 6    | ペッロ・ビルバオ (ESP)             | アスタナ・プロチーム     | +11分50秒      |
| 7    | パトリック・コンラッド (AUT)       | ボーラ＝ハンスグローエ   | +13分01秒      |
| 8    | ジョージ・ベネット (NZL)           | チーム・ロットNL・ユンボ | +13分17秒      |
| 9    | サム・オーメン (NED)               | チーム・サンウェブ       | +14分18秒      |
| 10   | ダヴィデ・フォルモロ (ITA)         | ボーラ＝ハンスグローエ   | +15分16秒      |

### ポイント賞
| 順位 | 選手名                         | チーム                       | ポイント |
| ---- | ------------------------------ | ---------------------------- | -------- |
| 1    | エリア・ヴィヴィアーニ (ITA)   | クイックステップ・フロアーズ | 341pts   |
| 2    | サム・ベネット (IRL)           | ボーラ＝ハンスグローエ       | 282pts   |
| 3    | ダヴィデ・バッレリーニ (ITA)   | アンドローニ・ジョカットーリ | 147pts   |
| 4    | サーシャ・モドロ (ITA)         | EFエデュケーション           | 122pts   |
| 5    | サイモン・イェーツ (GBR)       | ミッチェルトン・スコット     | 113pts   |
| 6    | マルコ・フラッポルティ (ITA)   | アンドローニ・ジョカットーリ | 111pts   |
| 7    | ダニー・ファン・ポッペル (NED) | チーム・ロットNL・ユンボ     | 107pts   |
| 8    | ニッコロ・ボニファツィオ (ITA) | バーレーン・メリダ           | 93pts    |
| 9    | エルゲルト・ズパ (ALB)         | ウィリエール                 | 84pts    |
| 10   | トム・デュムラン (NED)         | チーム・サンウェブ           | 73pts    |

### 山岳賞
| 順位 | 選手名                             | チーム                   | ポイント |
| ---- | ---------------------------------- | ------------------------ | -------- |
| 1    | クリス・フルーム (GBR)             | チーム・スカイ           | 125pts   |
| 2    | ジュリオ・チッコーネ (ITA)         | バルディアーニ・CSF      | 108pts   |
| 3    | サイモン・イェーツ (GBR)           | ミッチェルトン・スコット | 91pts    |
| 4    | ミケル・ニエベ (ESP)               | ミッチェルトン・スコット | 79pts    |
| 5    | ティボー・ピノ (FRA)               | グルパマ・FDJ            | 70pts    |
| 6    | リカルド・カラパス (ECU)           | モビスター・チーム       | 65pts    |
| 7    | トム・デュムラン (NED)             | チーム・サンウェブ       | 49pts    |
| 8    | エステバン・チャベス (COL)         | ミッチェルトン・スコット | 47pts    |
| 9    | ヴァレリオ・コンティ (ITA)         | UAE チーム・エミレーツ   | 42pts    |
| 10   | ドメニコ・ポッツォヴィーヴォ (ITA) | バーレーン・メリダ       | 40pts    |

### 新人賞
| 順位 | 選手名                                   | チーム                       | タイム         |
| ---- | ---------------------------------------- | ---------------------------- | -------------- |
| 1    | ミゲル・アンヘル・ロペス (COL)           | アスタナ・プロチーム         | 89時間07分36秒 |
| 2    | リカルド・カラパス (COL)                 | モビスター・チーム           | +47秒          |
| 3    | サム・オーメン (NED)                     | チーム・サンウェブ           | +9分21秒       |
| 4    | ヴァレリオ・コンティ (ITA)               | UAE チーム・エミレーツ       | +1時間18分07秒 |
| 5    | ファウスト・マスナダ (ITA)               | アンドローニ・ジョカットーリ | +1時間21分16秒 |
| 6    | フェリックス・グロースシャルトナー (AUT) | ボーラ＝ハンスグローエ       | +1時間23分50秒 |
| 7    | マテイ・モホリッチ (SLO)                 | バーレーン・メリダ           | +1時間35分21秒 |
| 8    | マクシミリアン・シャッハマン (GER)       | クイックステップ・フロアーズ | +1時間36分39秒 |
| 9    | ジャック・ヘイグ (AUS)                   | ミッチェルトン・スコット     | +1時間58分09秒 |
| 10   | ジュリオ・チッコーネ (ITA)               | バルディアーニ・CSF          | +2時間03分58秒 |

### トロフェオ・スーパー・チーム（チーム総合成績）
| 順位 | チーム名                       | タイム          |
| ---- | ------------------------------ | --------------- |
| 1    | チーム・スカイ (GBR)           | 267時間48分47秒 |
| 2    | アスタナ・プロチーム (KAZ)     | +24分58秒       |
| 3    | ボーラ＝ハンスグローエ (GER)   | +43分32秒       |
| 4    | チーム・サンウェブ (GER)       | +1時間14分35秒  |
| 5    | AG2R・ラ・モンディアル (FRA)   | +1時間30分32秒  |
| 6    | モビスター・チーム (ESP)       | +1時間39分45秒  |
| 7    | チーム・ロットNL・ユンボ (NED) | +1時間47分01秒  |
| 8    | ミッチェルトン・スコット (AUS) | +2時間31分52秒  |
| 9    | UAE チーム・エミレーツ (UAE)   | +2時間33分27秒  |
| 10   | グルパマ・FDJ (FRA)            | +2時間34分04秒  |